# 카림 레킥
카림 레킥(Karim Rekik, 1994년 12월 2일 ~ )는 네덜란드의 축구 선수로, 현재 UAE 프로리그의 알자지라 소속이다.